# Anacroneuria caraca
Anacroneuria caraca és una espècie d'insecte plecòpter pertanyent a la família dels pèrlids.
En el seu estadi immadur és aquàtic i viu a l'aigua dolça, mentre que com a adult és terrestre i volador. Es endèmic de Veneçuela, Colòmbia i, possiblement també, l'Equador.